# Сияние (роман)
«Сия́ние» (англ. The Shining) — роман американского писателя Стивена Кинга, написанный в жанрах ужаса, психологической драмы и готической литературы, впервые опубликованный в 1977 году издательством «Doubleday». Название было вдохновлено словами из песни Джона Леннона «Instant Karma!». Это был третий изданный роман Кинга и его первый роман, изданный в твёрдом переплёте. Согласно основной сюжетной линии, бывший преподаватель Джек Торранс устраивается зимним сторожем в горный отель «Оверлук» и переезжает в него со своими женой и сыном. Будучи изолированным от внешнего мира, Джек испытывает постоянное влияние тёмной сущности отеля и призраков, обитающих в его стенах.
Идея романа пришла Кингу во сне во время поездки в отель «Стэнли» в Колорадо; в ночном кошмаре его сын бежал по коридорам от проявлений сверхъестественного. В романе писатель хотел избавиться от негативной энергии и терзавшего его желания применить насилие к собственным детям. По настоянию редакторов, роман появился в продаже в сокращённом виде. В романе Кинг развил архетип «Плохого Места». К персонажам и тематике «Сияния» Кинг не раз обращался в более поздних работах. Успех романа утвердил Кинга как выдающегося писателя в жанре ужаса. Произведение было номинировано на премию «Локус» за лучший роман фэнтези.
По мнению литературных критиков, роман, раскрывающий тему домашнего насилия, выходил за рамки простого «ужастика». Литературоведы похвалили повествование и классическую готическую концепцию, представленную с новой стороны, присущую жанру двусмысленность, а также отметили множество реминисценций и источников вдохновения.
Роман был несколько раз адаптирован для кино и театра, однако наибольшую известность получила экранизация 1980 года режиссёра Стэнли Кубрика с Джеком Николсоном в главной роли. Фильм был признан критиками эталоном психологического триллера, однако Кинг не скрывал своей неприязни к этой адаптации. Спустя 36 лет после публикации «Сияния» Кинг написал продолжение, повествующее о сыне главного героя.

## Сюжет
30-летний писатель Джон (Джек) Торранс устраивается на работу в горный отель «Оверлук» зимним сторожем, он должен прожить там всю зиму со своей семьёй: 29-летней женой Уиннифред (Уэнди) и 5-летним сыном Дэниелом (Дэнни). Отель «Оверлук» пользуется дурной славой — в нём постоянно происходили странные и жуткие события. Джек Торранс — бывший преподаватель и начинающий писатель, после свадьбы его характер испортился — он стал выпивать и распускать руки. В гневе он сломал руку сыну за то, что тот вылил чернила в его бумаги. Руководя дискуссионным клубом, он поссорился с учеником и сильно ударил его за то, что тот проколол шины его автомобиля. Друг Джека Эл Шокли, обладавший контрольным пакетом акций отеля, устроил Джека на пост зимнего сторожа, чтобы тот успокоился и написал свою пьесу, а за это время Шокли постарается уговорить школьный совет вернуть Торранса обратно в школу. Управляющий отелем Стюарт Улман рассказывает Джеку про сторожа Делберта Грейди, который убил жену и обеих дочерей, а затем покончил с собой. Инженер отеля Уотсон показывает Джеку хозяйство и рассказывает как Улман уладил конфликт с мужем женщины, которая покончила с собой в 217-м номере после того, как её бросил любовник.
Семья Торрансов прибывает в отель ко времени отъезда последних постояльцев и персонала. Они знакомятся с шеф-поваром отеля Ричардом (Диком) Холлораном. Холлоран просит мальчика проводить его до машины и наедине говорит ему, что он «сияет» (то есть может читать мысли людей и видеть события, которые произошли в прошлом или произойдут в будущем), а его мать «тоже немного, капельку „сияет“». Холлоран рассказывает, что некоторые события, особенно негативные, могут оставлять своеобразный отпечаток, ощутимый людьми, способными «сиять». Дэнни спрашивает почему повар беспокоится за них, и Холлоран отвечает, что отель — опасное место, здесь происходили странные события. Он категорически запрещает Дэнни заходить в номер 217 и просит в случае опасности сразу звать его на помощь посредством ментальной связи. Перед оттъездом Улман показывает Торрансам отель, Дэнни видит окровавленные стены в президентском номере.
Снегопад отрезает Торрансов от остального мира. Происходят странные вещи; в частности, оживают различные детали обстановки (пожарный шланг и кусты в виде животных). Дэнни постепенно начинает видеть истинное лицо отеля, который населяют призраки прошлых лет. Дэнни всё же заходит в номер 217 и видит в ванне женщину, она преследует его. Джек, зайдя в номер, тоже видит женщину, но говорит жене, что никого не видел. 
«Хозяин отеля» подбрасывает Джеку альбом с историей отеля и постепенно овладевает его разумом; после этого Джек разбивает радио и выбрасывает магнето снегохода, разорвав единственную связь отеля с внешним миром. Уэнди запирает мужа в кладовой, но его освобождает «хозяин отеля» в обмен на обещание отдать ему Дэнни. Призраки постепенно становятся всё более материальными. Дэнни посылает отчаянный мысленный крик Холлорану, и тот спешит на помощь. «Хозяин отеля» окончательно овладевает разумом Джека, и тот преследует Уэнди и Дэнни, при этом забыв о необходимости следить за давлением в паровом котле; в итоге происходит взрыв, отель «Оверлук» разрушается, и Джек погибает. Прибывший Холлоран спасает Уэнди и Дэнни и увозит их в город:113-116.
В финале романа Холлоран вместе с Уэнди и Дэнни перебирается в Мэн, где Уэнди постепенно выздоравливает. Холлоран не может объяснить Дэнни, почему в мире присутствует зло, но советует ему принять гибель отца, не забывать его и смело смотреть в будущее:48-51.

## Создание

### Идея
После смерти матери Кинг приобрёл дом в Боулдере. Первое время семья писателя ездила по окрестностям, осматривая местные пейзажи. Однажды Стивен и его жена Табита решили отдохнуть от детей и уехали на выходные в отель «Стэнли» на горном перевале. Так как поездка состоялась поздней осенью:113-116 (в октябре), отель был почти пуст и портье объяснил, что зимой снегопады часто отрезают его от внешнего мира:113-116. Проживание они оплатили картой American Express — единственной платёжной системы, которую принимал отель. Кинг заказал напитки и пообщался с барменом по имени Грейди:45-46. Затем Кинг увидел указатель «Дороги могут быть закрыты после 1 ноября» и подумал, что это может стать канвой для истории.
Случившееся вдохновило воображение Кинга, и он по-новому смотрел и на массивные двери, гасящие любые звуки, на кроваво-красные ковровые дорожки, банкетный зал и на живую изгородь, подстриженную в виде фигур животных. Эти детали нашли своё отражение в романе:113-116. Гуляя по отелю, Стивен посчитал его фактически архетипическим местом для истории о призраках. Стивен и Табита провели в отеле «Стэнли» всего одну ночь — в номере 217:113-116. Писателю приснилось, как его трёхлетний сын бродил по коридорам, оглядываясь через плечо, широко раскрывал глаза и кричал; за ним гнался пожарный шланг. Кинг проснулся рывком и едва не упал с кровати. Он выкурил сигарету, глядя в окно на Скалистые горы; к тому моменту у него уже сформировалась основа романа. Работа над романом велась в 1974—1975 годах:91.

### Написание
Роман был написан «на одном дыхании». Только одна сцена долго не давалась писателю — сцена, когда на Дэнни бросается воскресшая женщина из номера 217. Кинг буквально цепенел каждый раз, когда пытался описать её: «Мне, как и мальчику, герою моей книги, совсем не хотелось лицом к лицу встречаться с этим жутким созданием из ванны». Несколько ночей подряд, пока сцена не была написана, ему снился один и тот же кошмар о ядерном взрыве, в котором грибовидное облако превращается в гигантскую красную птицу, которая гонится за автором. Как только Кинг закончил сцену в ванной, сон прекратился:135-138. Этот эпизод писался под вдохновением от «Техасской резни бензопилой» режиссёра Тоуба Хупера, а также творчества Мэрион Кроуфорд и Чарльза Диккенса:31.
Кинг считал, что в героях «Сияния», как и «Противостояния», присутствует чуткость, свойственная людям из рабочего класса, среди которых прошло детство писателя:138. В интервью Кинг признал, что над главным героем (Джеком Торрансом) в детстве издевался отец. На вопрос о том, действительно ли роман представляет собой историю о призраках или всё сверхъестественное происходит в воображении героя, писатель отвечал: «Джек Торранс сам как дом с привидениями. Его преследует призрак отца — снова, и снова, и снова»:144-146. Кульминационным моментом романа автор считал сцену гибели главного героя от взрыва отеля, которая происходила после того, как Джек говорит сыну, что любит его. Повар Ричард Холлоран в романе описан как в некотором роде картонный и карикатурный темнокожий герой, который смотрит на мир через розовые очки.
Название для романа писатель позаимствовал из песни Джона Леннона «Instant Karma!», припев которой содержал такую строчку: «И все мы сияем всё ярче и ярче». Автор решил не использовать дословную цитату «Мы сияем», поскольку в данном случае глагол навевал ассоциации с жаргоном афроамериканцев. На написание романа автора побудило желание исследовать тайные порывы, таящиеся в глубине души. В качестве примера Кинг приводил заголовки «National Enquirer» или «Weekly World News» образца конца 1970-х, вроде «Младенца прибили к стене». «Стоит вам заявить, что вы никогда не позволяли себе ничего подобного по отношению к собственным детям, хотя пару раз и хотелось, — и вот он, готовый сюжет для ужастика», — отвечал Кинг на вопросы журналистов:144-146.
Однажды трёхлетний сын писателя Джо схватил одну из рукописей отца, взял цветные карандаши и разрисовал роман, над которым тогда работал Кинг. Когда Стивен это увидел, он подумал: «Мелкий гадёныш, так бы и прибил!». Писатель работал над «Сиянием» и надеялся, что, если он напишет о том, что его мучило — желании сорваться на детях, то в реальной жизни ничего подобного не случится:135-138; из попытки осознать эти эмоции и появился Джек Торранс. Помимо прочего, Кинг подсознательно описывал свой алкоголизм:135-138; на тот момент он перешёл уже на более крепкие напитки — от пива к виски:113-116 и кричал о помощи единственным доступным способом — прозой и чудовищами. Со слов Кинга: «Я написал „Сияние“, не осознавая, что пишу о себе. Самоанализ никогда не был моей сильной стороной. Люди часто просят меня объяснить скрытый смысл моих историй, соотнести их с реальностью. Я никогда не отрицал, что между моими книгами… и моей жизнью существует определённая связь, но со временем заметил интересную закономерность: проходят годы, и я вдруг в замешательстве осознаю, что снова перенёс на бумагу собственные проблемы, подсознательно занимаясь чем-то вроде внутреннего психоанализа»:135-138. Так как Кинг не мог работать дома, он арендовал комнату у женщины, которую даже ни разу не встретил — Стивен оставлял чек на кухне каждую неделю. Роман был написан приблизительно за шесть недель; автор писал около 5000 слов в день, а полностью объём романа приравнивался к 200 000 слов.
В романе использовался архетип «Плохого Места». Однажды Кинг прочёл теоретическую статью, в которой высказывалось предположение, что дом с привидениями — это психический аккумулятор, поглощающий эмоции. Таким образом психический феномен, который считают «привидениями», является своего рода паранормальным кинофильмом — проецированием старых голосов и образов, которые были частью событий прошлого. Описанная теория предполагала, что обитатели дома, умерев, могут оставить некие психические следы: «А тот факт, что „домов с привидениями“ сторонятся и что у них репутация Плохих Мест, объясняется тем, что самые сильные эмоции — примитивные: гнев, страх и ненависть». Писатель заявлял, что сама идея не претендует на истинность, но он относился к этой мысли с уважением, поскольку она находила отклик в его собственном опыте. В произведении дом с привидениями предстаёт как символ неискупленного греха, в каждом из номеров которого разыгрывается «особый фильм ужасов»:258-260. Кинг упоминал, что аудитория подсознательно сочувствует людям, находящимся в ловушке дома. У писателя на первом месте стояла история, в отличие от вторичных характеристик — тематики, настроения и языка:92.
Идейный интерес романа заключался в притягательности насилия для хороших в основе своей людей. Некоторые авторы рассматривали произведение как пародию на американскую мечту, в которой Джек Торранс выступает в качестве отрицательного портрета американской истории успеха, желающий славы и богатства любой ценой. В ответ на эту трактовку Кинг пояснил, что Джек сам сделал свой выбор и нёс всю ответственность за содеянное. Тем не менее, существовали силы и вне контроля Джека: «Что бы ни происходило, для него, в некотором смысле, уже было всё решено. Поэтому, его путь приводит к гибели. Вы можете подняться в иерархии гостиницы, только для этого нужно быть готовым наступать на трупы. Вся история отеля об этом свидетельствует». Альбом с газетными вырезками выступил как средство связи — он помог раскрыть прошлое и придать ему непосредственное значение в настоящем. В этом контексте он выглядит, по словам автора, неприятным, навевающим нехорошие воспоминания. Учитывая драматизм экспозиции истории, Кинг считал «Сияние» пьесой, а не романом. Наибольшее влияние на книгу оказал роман Ричарда Матесона «Адский дом».

### Публикация
Редактор Уильям Томпсон поспособствовал изданию «Сияния»:5. Прочитав роман, издатели посчитали его затянутым и предлагали писателю его сократить:124. В итоге роман был выпущен в январе 1977 года издательством «Doubleday» в усечённом виде:127-128. В мягком переплёте «Сияние» появилось спустя год, первый тираж состоял из 50 000 экземпляров:144-146. «Сияние» разошлось тиражом в 2 900 000 экземпляров. По состоянию на 1996 год произведение выдержало 56 переизданий. Аудиокнига, изданная «Simon & Schuster Audio», появилась в CD-формате в 2005 году. Текст читал Кэмпбелл Скотт.
Пролог к роману под названием «Перед спектаклем» (англ. Before the Play) был опубликован отдельно в журнале Whispers за август 1982 года:147. В отредактированной версии его также издавал TV Guide. Произведение состояло из трёх историй, две из которых происходят в отеле «Оверлук», а третья в семье маленького Джека Торранса. Существовал также и эпилог к роману — «После спектакля» (англ. After the Play). Последняя глава «Эпилог/лето» содержала часть замысла Кинга по окончанию романа. Последний фрагмент должен был повествовать о дальнейших судьбах героев через несколько лет после окончания основных событий романа:47-48. Вместе с вырезанными фрагментами объём книги составил бы около 500 страниц. Полная версия романа с прологом и эпилогом, последний из которых не сохранился даже в архивах писателя, появилась в октябре 2016 года. «Сияние» стало третьим изданным романом писателя.

Из-за популярности и общедоступности книги, она стала первым произведением Кинга, которое запретили во многих школьных библиотеках. Инициатива в данном случае исходила от родителей и учителей — им не понравилось, что отец Дэнни Торранса в «Сиянии» изображён как воплощение зла. Некоторые библиотекари дозванивались до Кинга и интересовались его мнением на этот счёт. Писатель говорил: 
Подобная реакция родителей вполне объяснима: по закону в учебные часы за детей отвечает школа, школьные библиотеки существуют на средства налогоплательщиков, а значит, и на деньги родителей, которые имеют полное право изъять книгу. Только, сдаётся мне, едва школьники узнают про запрет, они тут же бросятся в ближайший книжный или в районную библиотеку, горя желанием выяснить, что же от них пытаются скрыть. Всем известно: разжечь детское любопытство проще простого — и они не успокоятся, пока не узнают, что именно от них скрывают взрослые:144-146.
Во время рекламного тура «Сияния» в мае 1980 года в Нью-Йорке на выходе из Рокфеллер-центра Стивен Кинг дал автограф и расписался на фотографии поклонника — «Марку Чепмену с наилучшими пожеланиями от Стивена Кинга»; позднее Кинг считал, что это никак не мог быть убийца Джона Леннона, поскольку он в тот момент должен был находиться на Гавайях:183-184. В 1991 году роман, вместе с четырьмя другими произведениями писателя, был переиздан в мягком переплёте с предисловием от Кена Фоллетта и изменённым цветовым оформлением. Изначально планировалось переиздать все книги автора в этом формате, но позже проект был заброшен. Ограниченное издание романа объёмом в 500 страниц, содержащее 40 иллюстраций Гэбриэля Родригеса (англ. Gabriel Rodriguez), было выпущено в октябре 2013 года в твёрдом переплёте издательством «Subterranean Press». Данное издание было представлено тремя версиями: 750 пронумерованных экземпляров, размещённых в специальном кейсе; 52 экземпляра, отличающиеся особой упаковкой; и 1500 подарочных непронумерованных копий с тканевой каймой, размещённых в футляре. Все экземпляры этой версии «Сияния» были подписаны Кингом и Родригесом. Один и тот же покупатель не мог приобрести более одной копии данного издания.
Одним из первых языков, на который был переведен роман, стал немецкий:143. Отрывок романа на русском языке под названием «Светящийся» был опубликован в белорусском литературном журнале «Неман» в 1991 году в переводе В. Томилова:374. Полная версия появилась в 1992 году в сборнике «Монстр» в переводе А. Корженевского. Наиболее выверенным переводом считается версия Екатерины Александровой:195. На русском языке роман также издавался под названиями «Ясновидящий» и «Свечение»:374, на украинском языке — «Странствующий дьявол»:200, на французском языке — «Сияющий ребёнок». Роман переведён на десятки языков.
Встречающееся в романе слово наоборот (Redrum — Murder) стало цитируемой частью культуры. Это название носит один из эпизодов телесериала «Секретные материалы». Слово встречалось в первом эпизоде Life is Strange и Silent Hill. Отель «Оверлук» фигурирует в компьютерных играх «The Secret World» и «Vampire: The Masquerade — Bloodlines»; сама роман упоминается в телесериале «Друзья».

### Отсылки к другим произведениям Кинга
Роман «Сияние» имеет множество пересечений с другими работами Кинга и членов его семьи.
- Концепции «сияния» частично посвящена тематика романов «Противостояние»[46], «Ловец снов»[2]:324 и «Талисман»[2]:297.
- Роман перекликается с циклом «Тёмная Башня» — воображаемый друг Дэнни Торранса, возможно, является его Тёмным близнецом[46].
- Ричард Холлоран появляется в романах «Оно»[2]:259 и «Жемчужина» (за авторством Табиты Кинг)[47].
- В романе «Мизери» Энни Уилкс упоминает развалины сгоревшего отеля «Оверлук»[48].
- Эдди Дин в романе «Извлечение троих» упоминает, что смотрел кубриковское «Сияние»[49]:85, 203.

## Критика
| Год  | Рейтинг                                               | Издание           | Место |
| ---- | ----------------------------------------------------- | ----------------- | ----- |
| 2000 | «Лучшая книга тысячилетия»                            | Amazon            | 75.   |
| 2014 | «Лучшее произведение Стивена Кинга»                   | Rolling Stone     | 3     |
| 2014 | «Лучшая история о призраках»                          | Publishers Weekly | 1     |
| 2023 | «100 лучших детективных книг и триллеров всех времён» | Time              | б/н   |
| 2024 | «Лучший роман Стивена Кинга»                          | Forbes            | 1.    |

Произведение было номинировано на премии «Гэндальф» и «Локус» за лучший роман фэнтези. Роман вошёл в список бестселлеров газеты «The New York Times»:127-128, расположившись на восьмой позиции. Фактически это был первый бестселлер писателя в твёрдом переплёте:91, который поспособствовал созданию статуса Стивена Кинга как одного из самых узнаваемых американских писателей и укрепил его репутацию мастера жанра:21. По мнению литературных критиков, это был один из первых романов автора, в котором мастерски обыграна проблема домашнего насилия. Обозреватели «The New York Times» и «Cosmopolitan» отмечали, что Кинг умеет завладеть вниманием читателя. Впрочем, многие посчитали книгу чересчур страшной:144-146. Некоторые рецензенты причисляли роман к категории лучших работ Кинга:33:212, к одной из самых известных, мощных и завораживающих книг писателя:91.
По мнению Вадима Эрлихмана, сделав Джека Торранса алкоголиком, Кинг хотел, чтобы в его поступках можно было обвинить не столько духов, сколько белую горячку. Явление «сияния» представляет собой силу ясновидения, которой противопоставлена злобная энергия отеля, подпитываемого кровавыми пиршествами, происходившими в его стенах. Откуда взялось зло в «Оверлуке», автор не объясняет. Цель отеля — доводить людей до безумия и гибели, пожирая их души. В это противостояние попал Джек Торранс — человек неплохой, любящий жену и сына, но совершенно безвольный и поддавшийся влиянию дьявольского отеля:114-115. Сравнивая различные версии романа, журналист предпочёл сокращённую расширенной. По его мнению, путём обрезки «длиннот и красивостей» «Сияние» жанрово больше приблизилось к ужастику, с чем и ассоциировался писатель:127. Бен Айндик считал, что роман был вдохновлён «Маской Красной смерти» Эдгара По и «Тенью над Иннсмутом» Говарда Лавкрафта. Если первое произведение восходит к аллегориям, то последнее отчётливо заметно в слиянии Джека Торранса со злым духом отеля. Впрочем Кинг дистанцируется от своего коллеги отсутствием «красивой прозы».
Обозреватель газеты «The Guardian» Джеймс Смит называл книгу не страшной, а напряжённой и атмосферной. Писатель в «Сиянии» хочет сказать, что все люди, в том числе такие как Джек Торранс, имеют право на второй шанс. Ричард Холлоран выступает в финале романа как Deus ex machina. Перегревшийся паровой котёл суть есть метафора эскалации безумия. И экранизация, и первоисточник, по мнению критика, — произведения достойные в равной мере. Они оба повествуют о скрытом зле и разрушенных семьях. Дональд Херрон отмечал схожесть романа «Вторжение» Дина Кунца и «Сияния», настолько заметную, что исследователь полагал, что имя Аарона Вульфа — под котором публиковалось произведение, является очередным псевдонимом Кинга: «Если Кунц действительно является автором романа ужасов, действие которого разворачивается в Мэне, в комплекте с подтекстом и стилистикой Кинга, то парню стоит дать Всемирную премию фэнтези». Одной из лучших сцен в книге критик считал эпизод с женщиной в ванной:33. Клэр Хэнсон писала, что в романе Кинг касается темы истоков бытия, взаимодействия бессознательного и сознательного на символическом уровне. Мощь тексту обеспечивает напряжённость между Дэнни и его отцом. «Сияние» представляет собой путешествие по Эдипову комплексу.
По мнению Тони Мэджистрейла, возможно именно этот роман писателя когда-нибудь будут изучать в школе, и именно его будут считать наиболее значимым литературным наследием Кинга и через сотню лет. «Сияние», как и первая экранизация книги, стали культурным феноменом. Архетипный дом с привидениям был выведен Кингом на новый уровень. Утончённое действие психологической болезни оживляет Дом на Холме. Исследователь сравнивал Джека Торранса с персонажами Роберта Льюиса Стивенсона. Его приверженность к самоуничтожению настолько велика, что пагубное пристрастие буквально потребляет героя. В отличие от доктора Джекила и мистера Хайда, окружающая действительность Джека Торранса превращается в мир пуританских женщин. Его алкогольная зависимость воспринимается как усилие подорвать авторитет жены; Джек обвиняет именно Уэнди во всех своих рецидивах и в конечном итоге побеждает его женоненавистническая сторона. Он идеализирует радость от опьянения и отказывается брать ответственность за своё поведение. Джек Торранс — идеальный пример американского мужского эскапизма. Крайне убедительно в романе раскрыта тема алкоголизма. Джейн Кэмпбелл называла роман «Молодым Брауном» нашего времени, в котором главный герой уничтожен неспособностью признать ужасную силу другого мира. Кинг предлагает читателю альтернативную реальность со своими призраками и демонами.
В период своего расцвета отель «Оверлук» представлял собой мешанину из экстравагантности и худших сторон страны: мафиозные связи, проституция, супружеские измены, коррумпированные политики, убийства и самоубийства. На протяжении истории его посещали гламурные персоны прошлого; среди его постояльцев были и Мэрилин Монро с Артуром Миллером — некая параллель между Джеком и Уэнди Торрансами, также находившихся на грани развода. Самым известным владельцем отеля был Джек Гораций Дервент, архетипичный американский капиталист, напоминающий Говарда Хьюза и Джея Гэтсби. С этим персонажем связаны отсылки к собакам, которые даются на протяжении всего романа и олицетворяют злоупотребление мужской силой и сексуальностью. Рэй Браун находил общие черты у «Оверлука» и архитектурных сооружений с привидениями из другой готической литературы — замка Отранто и дома Ашеров. Стивен Спигнесси похвалил состоящую из пяти частей структуру романа, приближающую его к трагедии. Для литературоведа это была первая книга автора, которая преподнесла уникальный опыт. «Сияние» являло собой роман, от которого нельзя оторваться, выходящий за рамки обычного ужастика.
Дэйл Бейли счёл, что интерес к происходящему не ослабевает, несмотря на то, что в книге только три основных героя. Повествование умело играет на тяжёлом прошлом Джека, которое подаётся через воспоминания и противопоставляется ужасающему будущему персонажа, отражённому в пророческих видениях Дэнни, что вкупе создаёт атмосферу подлинного страха. Роман подчёркивает мастерство писателя в обновлении классических готических концепций. Не меняя основную мифологию, Кинг задействует свежую обстановку вокруг неё. Способности Дэнни и его связь с призраками позаимствована из ранних работ Шерли Джексон. Возрастающая невменяемость Джека наследует давнюю традицию двусмысленности, хотя она и склоняется к сверхъестественному обоснованию к концу романа:92-93. Джонатан Дэвис писал, что в романе Кинг прикрыл все проблемы человечества внешней оболочкой сверхъестественного вмешательства. Хайди Стренгелл находила в романе отражение тематики негативных родительских отношений и проводила параллели между повествованием и сказкой «Гензель и Гретель» — в ней зло также исходит от родителей (отец пытается избавиться от своих детей); отель «Оверлук» выступает в качестве аналога Пряничного домика; момент, в котором Уэнди запирает Джека в кладовой, напоминает сцену, в которой Гретель закрывает ведьму в печи; и Джек, и колдунья погибают, а положительные герои обоих произведений сплачиваются для того, чтобы уничтожить зло:56. Михаэль Коллингз находил в тексте отсылки к «Приключениям Алисы в Стране чудес» и «Фиолетовой пыли».

## Адаптации

### Экранизация Стэнли Кубрика
Стэнли Кубрик долго подыскивал подходящую книгу, по которой можно было бы снять фильм. Через каждые полчаса-час из кабинета режиссёра доносились громкие удары — начиная читать новый роман, Кубрик после нескольких десятков страниц швырял книги в стену. Однажды утром стуки прекратились, и испуганная секретарша попыталась связаться с начальством по интеркому, однако ответа так и не дождалась. Решив, что у Стэнли плохо с сердцем, она ворвалась в кабинет, где обнаружила Кубрика, читающего роман Стивена Кинга «Сияние»; он помахал романом и произнёс: «То, что нужно». Кубрик позвонил Кингу для того, чтобы договориться о правах на съёмки фильма. Со слов Кинга: «Стою я в ванной в одних трусах и бреюсь, и тут врывается жена, взгляд у неё совершенно дикий. Я уж было испугался, что кто-то из детей поперхнулся и задыхается на кухне. А Тэбби выдаёт: „Стэнли Кубрик звонит!“. Я даже пену не успел смыть»:179-181.
Режиссёр прославился своим перфекционистским подходом к работе. На съёмках поздних лент Кубрик контролировал весь производственный процесс и нередко переснимал сотни дублей одной сцены. Кинг с самого начала не видел Джека Николсона в роли Джека Торранса и предлагал Кубрику взять на эту роль Майкла Мориарти или Джона Войта: «С первых же кадров фильма Николсон был слишком мрачным. Весь ужас романа в том, что Джек Торранс — неплохой человек, он не из тех, кто летает над гнездом кукушки, а в фильме моральная борьба просто не показана». Часть съёмок проходила в отеле «Тимберлин-Лодж» (Орегон). Кубрик сменил важную деталь: в отличие от романа, в фильме номер 217 был трансформирован в номер 237 по причине того, что владельцы опасались, что после выхода фильма на экраны гости побоятся селиться в 217 номере, в то время как 237 номера в отеле не было. Бюджет фильма составил 19 000 000 долларов.
Кинг ожидал, что экранизация получится не хуже «Кэрри» и «Салемских вампиров», но в итоге был разочарован режиссёрской интерпретацией: «Это всё равно что „кадиллак“ без движка. Далеко на таком не уедешь, остаётся разве что восхищаться им как скульптурой»:179-181. Кубрик решил отбросить демонический характер отеля, что крайне не понравилось писателю, который считал, что вместо воплощения зла на экране происходит трагедия со «смутно сверхъестественными мотивами»:262; впрочем, разрешение на изменение сюжета романа дал сам автор.
Кинг не понимал, почему эта картина стала культовой — книга получилась пылкой, фильм — холодным, финал романа был в огне, окончание фильма — во льду. Во время премьерных показов писатель сдерживался в присутствии Николсона, а про себя думал: «О, я знаю этого парня. Я видел его в пяти байкерских фильмах, в которых Джек сыграл такую же роль». Критики встретили ленту более чем восторженно. Проект считается эталоном психологического триллера, одним из лучших мистико-психологических ужасов за всю историю кино:21. Режиссёр считал, что воплощение всех сюжетных линий романа сделает фильм аморфным, потому сосредоточился только на безумии Джека Торранса:262.

### Экранизация Мика Гарриса
В 1997 году с благословения Стивена Кинга «Сияние» было переснято в виде трёхсерийного мини-сериала со Стивеном Уэбером в роли Джека Торранса:262. Съёмками мини-сериала, предназначенного для «ABC», руководил Мик Гаррис. Кинг заключил трёхстороннее соглашение с Кубриком и Warner Bros. Pictures для получения разрешения на съёмки. Сценарий писал сам Стивен Кинг; по словам писателя, он хотел выйти за привычные рамки, но по возможности старался избегать сцен, которые могли быть вырезаны цензорами:322-324. В отличие от первой экранизации, Мик Гаррис более точно воспроизвёл роман, восстановив «вырезанные» сцены. С телеканалом возникали некоторые разногласия из-за насилия между Джеком и Уэнди, отражённом в сериале. Тем не менее первоначально цензоры пропустили почти все сцены, кроме одной с обсценной лексикой. После выхода мини-сериала в эфир на канал стали поступать жалобы на жестокость некоторых сцен, из-за чего цензоры на трёх центральных каналах пришли к решению, что все передачи, в которых имеются ситуации, где дети подвергаются физической или эмоциональной опасности, будут убраны из сетки вещания до 21:00 вечера:322-324. Эта версия экранизации не снискала особого успеха:262.

### Связанные произведения
В 2014 году режиссёр Марк Романек заявил, что он и «Warner Bros. Pictures» планируют снять предысторию классической версии «Сияния» Кубрика, которая основана на прологе романа. Приквел (предположительно) должен был объяснить происхождение злых сил, действовавших в отеле «Оверлук». В производстве задействован Глен Маззара, бывший шоураннер сериала «Ходячие мертвецы» в качестве сценариста. Кинг заявил, что появление сериала — это любопытная идея: «Но я был бы просто счастлив, если бы этого не произошло». Проект получил название «Отель „Оверлук“». Если бы кто-либо и взялся за ремейк, то Кинг хотел бы видеть на месте режиссёра Ларса фон Триера.
21 и 22 марта 2014 года в Омахе в театре Бенсона состоялась премьера театральной постановки «Сияния», адаптированной Джейсоном Леверингом и Аароном Сэйлорсом.
Также Дэнни Торранс мог стать одним из героев сериала-антологии «Касл-Рок», основанного на творчестве Кинга.

## Продолжение
В ноябре 2009 года, во время промотура своего романа «Под куполом», Стивен Кинг сказал, что он, возможно, напишет продолжение «Сияния». Хотя сам роман был закончен им на положительной ноте, по его мнению, мысль о том, как Дэнни Торранс сумел излечиться от психологических ран, нанесённых ему отелем «Оверлук», является достаточно хорошим поводом для создания сиквела. Главным героем стал 40-летний Дэниел Торранс, который живёт в пригороде Нью-Йорка и работает санитаром в хосписе, где с помощью своего дара помогает безнадёжно больным пациентам подготовиться к смерти. Кинг шутил, что Дэнни не только вырос, но и женился на Чарли Макги.
Роман под названием «Доктор Сон» был опубликован 24 сентября 2013 года, спустя 36 лет после публикации «Сияния».